# Eucàmpides
Eucàmpides (en llatí Eucampidas, en grec antic Εὐκααμπίδας) o de vegades Eucàlpides (Eucalpidas Εὐκαλπίδας) fou un agent de Filip II de Macedònia, nascut a Menalos a Arcàdia, molt criticat per Demòstenes per ser un dels que, buscant el seu benefici privat, van ser instruments del rei de Macedònia per privar al seu país de llibertat.
Polibi critica aquestes afirmacions de Demòstenes i diu que una acusació tant contundent contra messenis i arcadis distingits era injusta, i defensa els messenis per les seves relacions històriques amb Filip. Pausànies diu que Eucàmpides va ser un dels dirigents dels habitants de Menalos cap a Megalòpolis per formar part de la nova ciutat l'any 371 aC.